# Рагун
Рагун (нем. Raguhn) — город в Германии, в земле Саксония-Анхальт, входит в район Анхальт-Биттерфельд в составе городского округа Рагун-Йесниц.
Население составляет 3616 человек (на 31 декабря 2008 года). Занимает площадь 15,24 км².

## История
Первое упоминание о поселении относится к 1285 году.
В 1395 году поселение перешло под управление княжества Ангальт-Кётен, во главе с князем Альбрехтом III.
1 января 2010 года Рагун, как другие близлежащие города и коммуны, были объединены в городском округе Рагун-Йесниц.

## Галерея

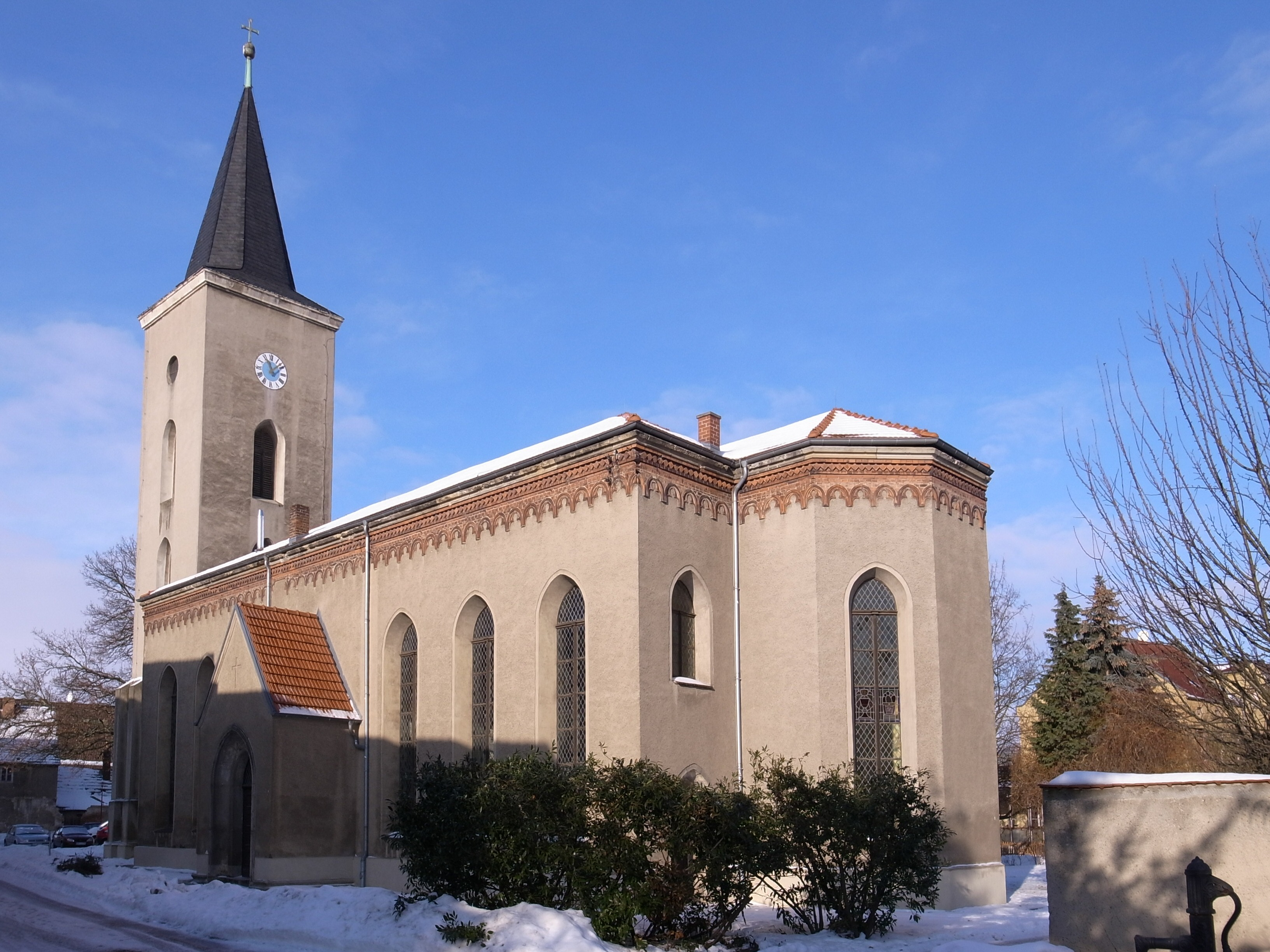
Церковь Святого Георгия
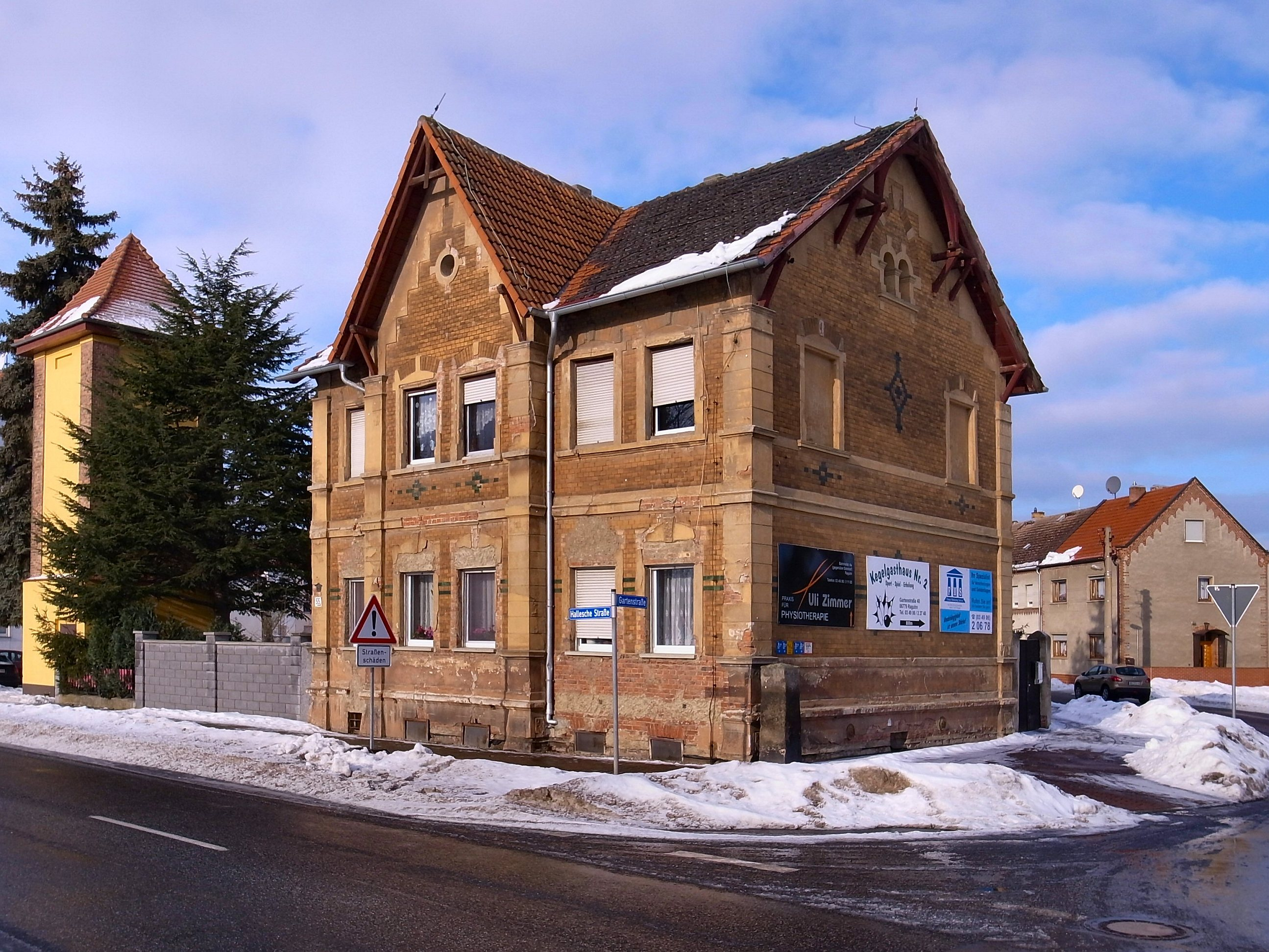
Дом в Рагуне
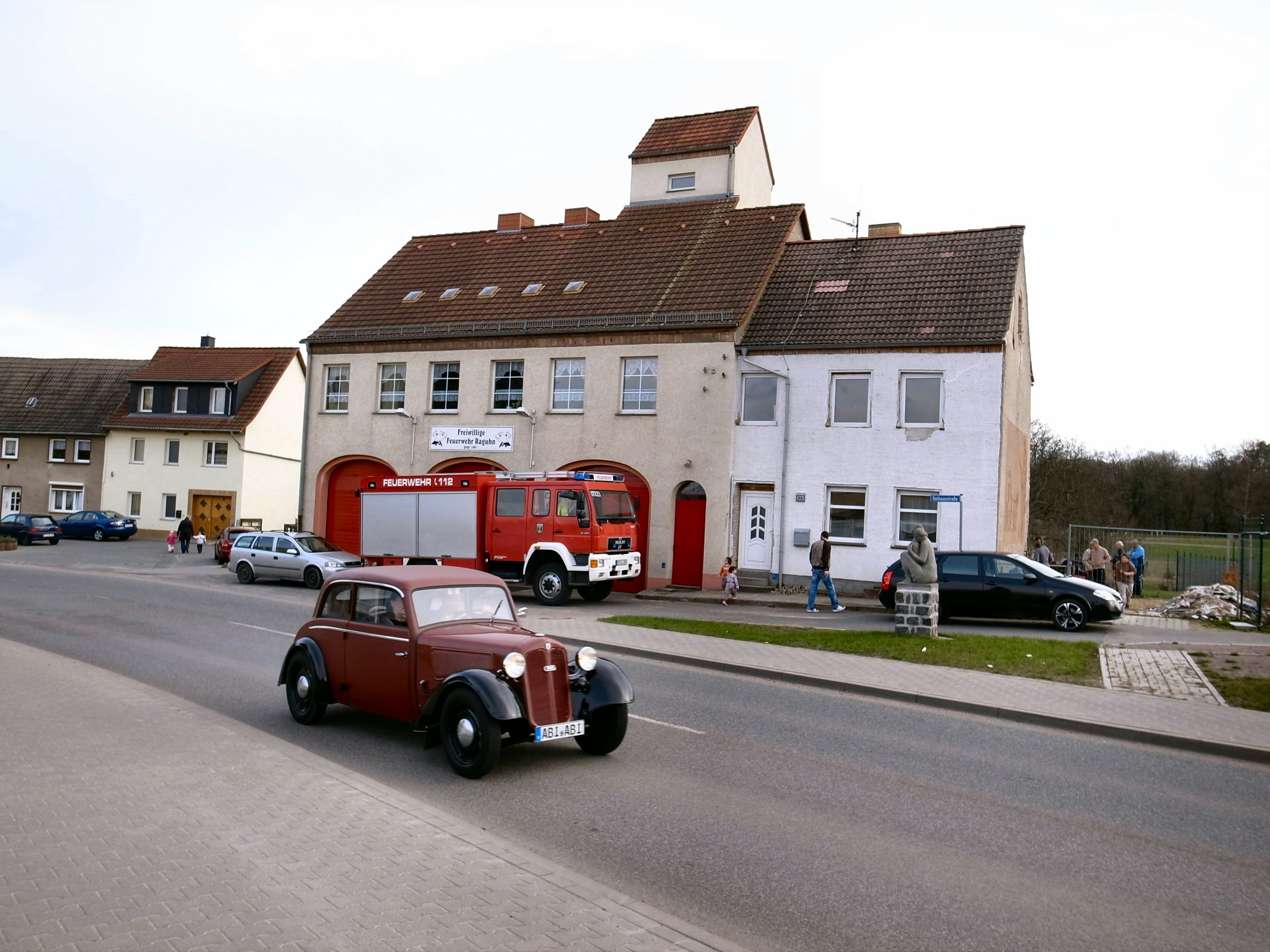
Пожарная охрана Рагуна
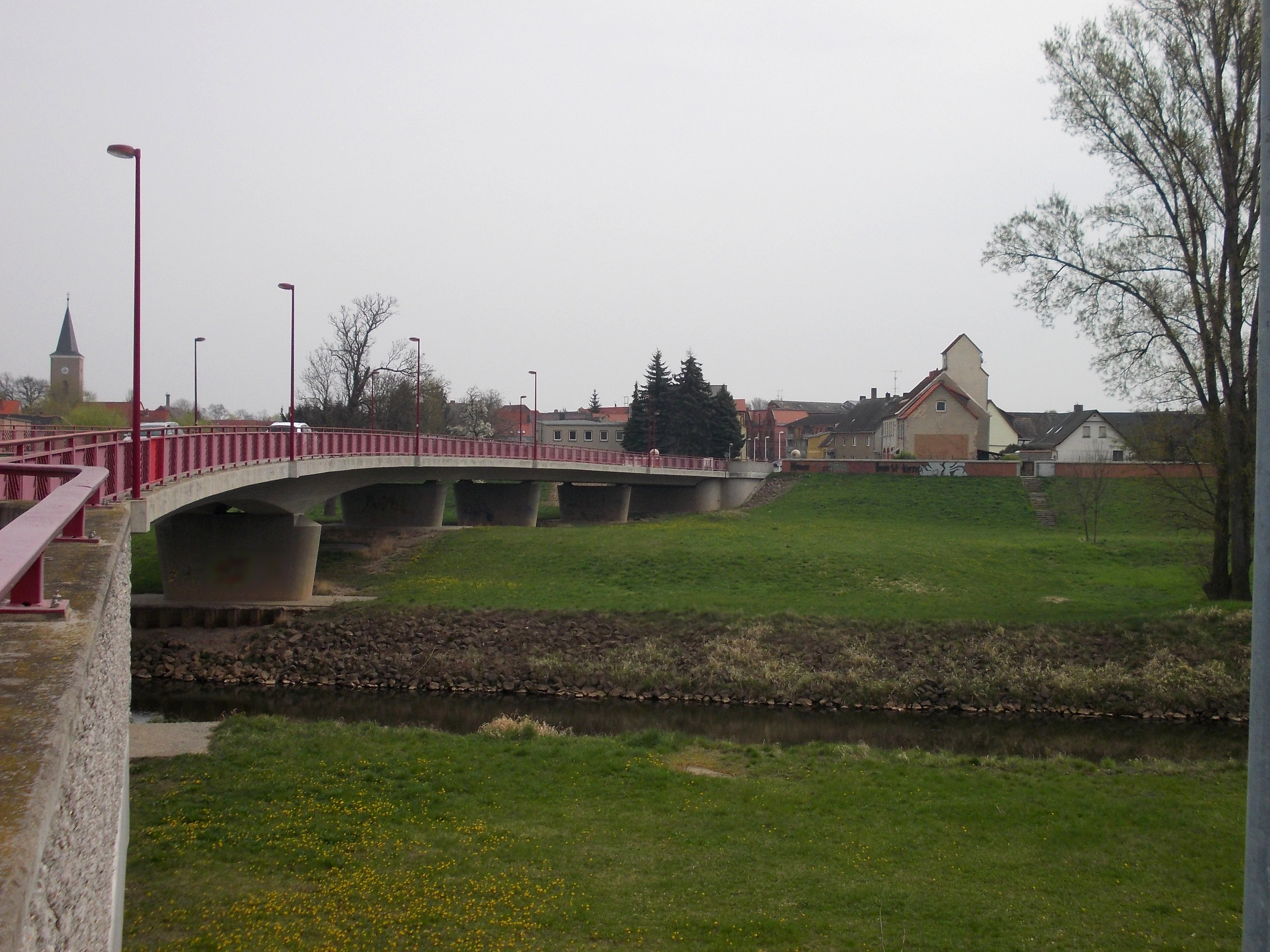
Мост через реку Мульде